# Гвоздецкий, Василий Степанович
Василий Степанович Гвоздецкий (род. 16 августа 1930, Шура-Копиевская, Тульчинский район, умер 15 мая 2024, Киев) — украинский физик. Главный научный сотрудник отдела «Физики газового разряда и техники плазмы» Института электросварки им. Е. О. Патона.

## Биография
Окончил Киевский государственный университет имени Шевченко, радиофизический факультет (1960) по специальности «Радиофизика и электроника». Научные степени и звания — кандидат технических наук (1968), доктор технических наук (1976), профессор (1989). В 2004 году избран членом общественной организации «Украинская академия наук».
Основные направления научной деятельности: физические явления в сварочной дуге и плазме высокого и низкого давления, эмиссия электронов в катодном пятне дуги; магнитное управление сварочной дугой; микроплазменная сварка; взаимодействие лазерного излучения с плазмой; разработка новых способов, технологий и оборудования для сварки и термической обработки как металлов, так и живых тканей.
Автор свыше 200 научных трудов, 53 авторских свидетельств СССР и 22 патентов в разных странах.

## Монографии
- Патон Б. Е., Гвоздецкий В. С., Дудко Д. А. [и др.] Микроплазменная сварка. — Киев: Наукова думка, 1979. — 247 с.
- Гвоздецкий В. С., Коваленко В. П., Парнета И. М. Многолучевой пучково-плазменный разряд. — Киев, 1987. — 22 с.
- Гвоздецкий В. С., Кривцун И. В., Чиженко М. И. Численное исследование характеристик разряда в канале лазерно-дугового плазмотрона. — Киев, 1991. — 41 с.

## Почётные звания, премии, научные награды
- Заслуженный деятель науки и техники Украины, 2000
- Лауреат Государственной премии Украинской ССР в области науки и техники (1972)
- Лауреат премии Совета Министров СССР, 1985

## Избранные статьи
- Гвоздецкий B. C., Коваленко В. П., Парнега И. М. Автоколебания в ограниченной пучково-плазменной системе // Журнал технической физики. — 1986. — Т. 90, № 1. — С. 25-34. — ISSN 0044-4642.
- Терехов Г. В., Гвоздецкий В. С., Кривцун И. В., Савицкая И. М., Гейленко О. А. Новые направления гипертермической хирургии в эксперименте // Клінiчна хірургія. — 2010. — № 6. — С. 14-16. — ISSN 0023-2130.